# Naoki Hayashi (giocatore di football americano)
Naoki Hayashi (林直輝?, Hayashi Naoki; 19 gennaio 1993) è un giocatore di football americano giapponese che gioca come linebacker per i Panasonic Impulse.